# Tubas
Tubas (in arabo طوباس‎?, Tûbâs) è una città palestinese, 21 km a nord est di Nablus.
Nella Bibbia la città viene chiamata Tebes e si racconta che fu assediata da Abimelech, re di Sichem, il quale vi morì durante l'attacco a una torre fortificata nel centro della città (Giudici 9,50-55).